# Béal an Daingin
Béal an Daingin (Engels:Bealadangan) is een plaats in het Ierse graafschap Galway.